# Хвостунов, Андрей Григорьевич
Андрей Григорьевич Хвостунов (27.10.1919, Владимирская область — 07.08.1989, Москва) — советский военнослужащий, участник Великой Отечественной войны, командир звена 150-го ближнебомбардировочного авиационного полка 46-й смешанной авиационной дивизии Калининского фронта, младший лейтенант. Герой Советского Союза.

## Биография
Родился 27 октября 1919 года в деревне Галкино ныне Вязниковского района Владимирской области в крестьянской семье. Член ВКП(б)/КПСС с 1943. Окончил 7 классов и аэроклуб. Работал слесарем на фабрике.
В Красной Армии с 1937 года. В 1938 году окончил Пермскую военную авиационную школу. На фронтах Великой Отечественной войны с июля 1941 года. Принимал активное участие в битве под Москвой.
Командир звена 150-го ближнебомбардировочного авиационного полка кандидат в члены ВКП(б) младший лейтенант Андрей Хвостунов к середине января 1942 года совершил 209 боевых вылетов на штурмовку живой силы и техники противника.
Указом Президиума Верховного Совета СССР «О присвоении звания Героя Советского Союза начальствующему и рядовому составу Красной Армии» от 5 мая 1942 года за «образцовое выполнение боевых заданий командования на фронте борьбы с немецкими захватчиками и проявленные при этом отвагу и геройство» удостоен звания Героя Советского Союза с вручением ордена Ленина и медали «Золотая Звезда».
После войны продолжал службу в ВВС. В 1956 году служил в должности инспектора ВВС Московского военного округа. С 1959 полковник Хвостунов А. Г. — в запасе.
Жил в Москве по адресу: Новопесчаная улица, 22. До выхода на пенсию работал лётчиком в Гражданской авиации. Скончался 7 августа 1989 года. Похоронен на Хованском кладбище в Москве.
Награждён тремя орденами Ленина, двумя орденами Красного Знамени, орденом Отечественной войны 1-й степени, тремяорденами Красной Звезды, медалями. Заслуженный пилот СССР. Именем Героя была названа пионерская дружина Вязниковской средней школы, где он учился.